# Пиролитическое получение нанопорошков
Пиролитическое получение нанопорошков (англ. pyrolytic synthesis of nanopowders или nanopowder synthesis by pyrolysis) — метод получения нанопорошков металлов, сплавов или химических соединений (оксидов, боридов, нитридов, карбидов) путем термического разложения элементо- и металлоорганических соединений, гидроксидов, карбонилов, формиатов, нитратов, оксалатов, амидов, имидов и других соединений, которые при определённой температуре распадаются с образованием синтезируемого вещества и выделением газовой фазы.

## Описание
Распространенным методом пиролитического получения нанопорошков является пиролиз аэрозолей.
Другим вариантом пиролиза является разложение металлоорганических соединений в ударной трубе с последующей конденсацией свободных атомов металла из пересыщенного пара. Закрытая с обеих сторон длинная стальная труба перегораживается на две неравные части тонкой диафрагмой из плёнки или фольги. Более длинную часть трубы заполняют аргоном под давлением 1000–2500 Па с примесью 0,1–2,0 мол.% металлоорганического соединения. Другая часть трубы заполняется гелием или смесью гелия с азотом до тех пор, пока мембрана не прорвется. При разрыве мембраны возникает ударная волна, на фронте которой температура достигает 1000–2000 К. Ударный нагрев газа приводит к разложению металлоорганического соединения за несколько микросекунд и образованию сильно пересыщенного пара, способного к быстрой конденсации.
Основной недостаток термического разложения — малая селективность процесса, так как продукт реакции обычно представляет собой смесь целевого продукта и других соединений. Средний размер частиц порошков, полученных пиролизом, зависит от природы исходных реагентов и составляет от 50 до 300 нм.